# Протестантсько-берберське піратство

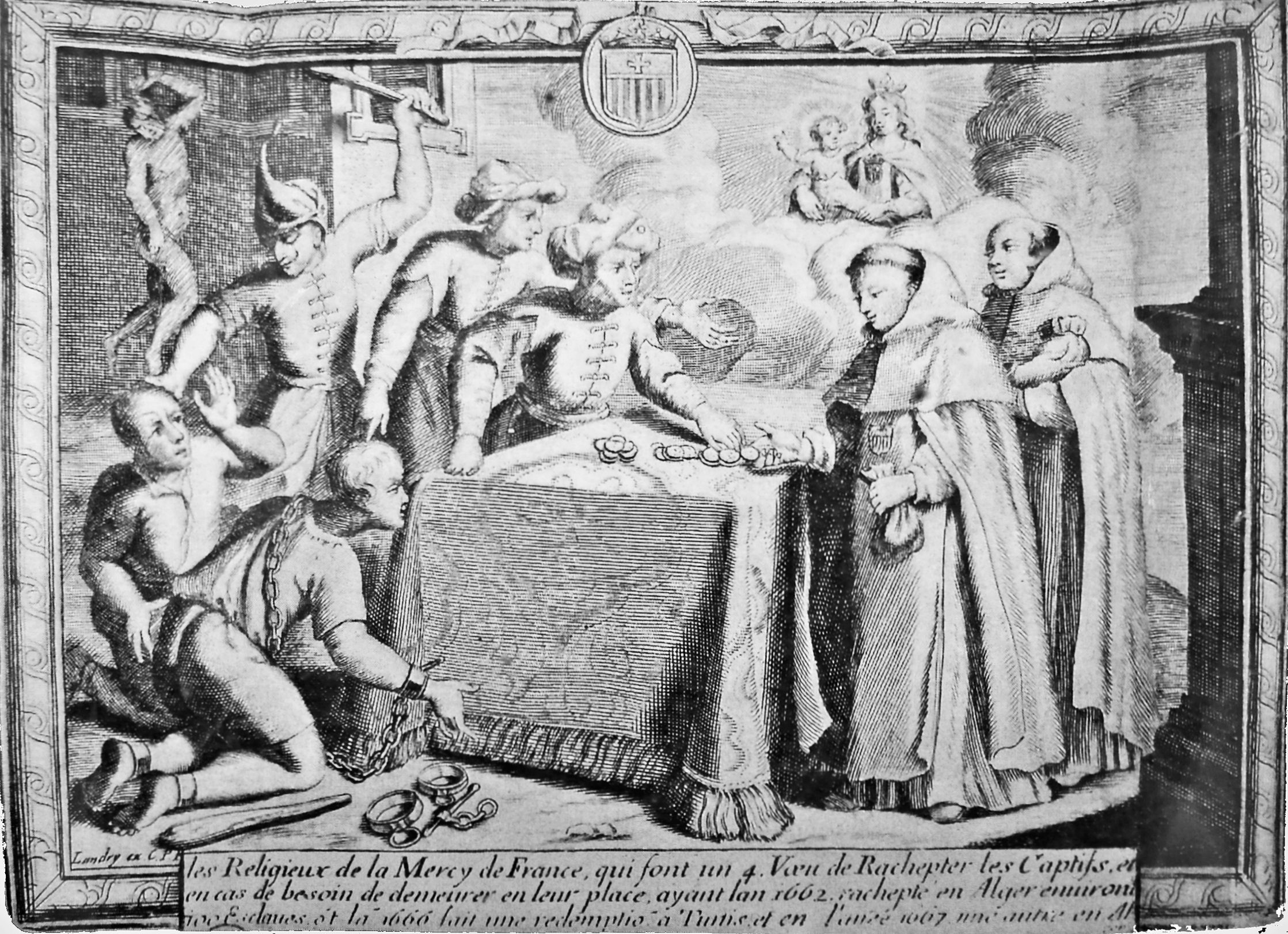
Викуп християнських рабів на берберському узбережжі

Протестантсько-берберське або протестантсько-турецьке піратство — активна участь представників європейських протестантських країн, переважно етнічних англійців і голландців в діяльності берберських корсарів, формально спрямована проти судноплавства католицьких країн Європи, що мала місце протягом XVII століття.

## Передумови. Релігійні війни XVI століття
З другої половини XVI століття Європу струшували релігійні війни і тривало гостре протистояння між протестантами і католиками. Головним оплотом католицизму була потужна Іспанська імперія, що володіла обширними заморськими колоніями, зв'язок з якими підтримував іспанський Срібний флот. Її головними суперниками на морі були протестантські держави — Англія і Голландія, які активно розвивали в цей час свої власні морські флоти. Під час затяжних війн з Іспанією в кінці XVI століття і Англія і Нідерланди активно використовували тактику залучення в бойові дії каперів або приватирів — приватних капітанів, які діяли на підставі державних патентів, що надавали їм право законно нападати та грабувати кораблі або поселення супротивника. Крім релігійних і ідеологічних підстав, для багатьох англійців і голландців каперство перетворилось ще й на досить прибутковий бізнес.
Проте на початку XVII століття у відносинах між Іспанською імперією та Англією і Нідерландами відбулись важливі зміни. Спочатку англійський король Яків I, який зійшов на англійський престол після смерті Єлизавети I і був досить лояльним до католицької партії,  в червні 1603 року проголосив припинення каперства, а згодом припинив майже 20-річну війну з Іспанією, уклавши з нею в 1604 році мирний Лондонський договір. А в 1609 році через загальне виснаження Іспанія була змушена укласти Дванадцятирічне перемир'я і з Голландською республікою. Обидві угоди — і Лондонський договір 1604 року з англійцями і Дванадцятирічне перемир'я 1609 року з голландцями містили в собі положення, які припиняли війну на морі і забороняли каперство.
Багато англійських і голландських приватирів, які законно нападали на іспанські кораблі до укладення мирних договорів після цього мали або припинити  свій прибутковий бізнес, або продовжувати його під захистом інших, зокрема мусульманських держав.

## Протестантсько-берберська співпраця
У XVII ст. представники протестантських європейських країн співпрацювали з мусульманськими берберськими (османськими і марокканськими) піратами проти свого спільного ворога — католицьких країн Європи.

Крім того, відмова від батьківщини та власної віри часто було найкоротшим шляхом до фінансового успіху, оскільки нападаючи на католицьке судноплавство з берберських берегів можна було швидко заробити значні статки. До 1610 року заможність англійських піратів-ренегатів стала настільки відомою, що стала предметом театральних п'єс, і король запропонував королівське помилування для тих з них, хто хотів би повернутися на батьківщину.

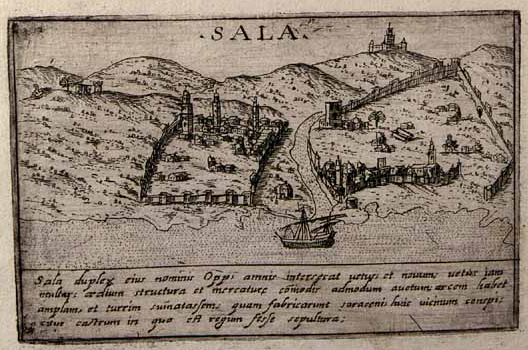
Сале був однією з баз для англо-берберського піратства.

У цьому співробітництві брали участь як англійські корсари, так і голландські, які, як представники протестантських країн, що раніше боролись з католицькою імперією Габсбургів мали схожі цілі. Католицькі кораблі зазнавали нападу, а екіпажі і пасажирів вивезли в Алжир та інші міста на Берберському узбережжі з метою продажу в рабство.
Чисельність протестантських берберських піратів була досить значною. Найвідомішими серед англійських піратів на службі у деїв Берберського узбережжя були Джек Ворд, Генрі Мейнворінг, Роберт Волсінгем і Пітер Істон. Одними з найвідоміших голландських піратів були Симон де Дансер (Симон-реїс), Іван Діркі де Веенбур (Сулейман-реїс), Саломо де Веенбур і Ян Янсзон (Мурат-реїс молодший).
Деякі з них, такі як Ворд і де Веенбур, були ренегатами, які прийняли іслам. Генрі Мейнворінг нападав переважно на іспанців і стверджував, що уникав англійського судноплавства, але загалом берберські корсари атакували кораблі всіх національностей. Відомо, що Волсінгем звільняв мусульманських полонених із християнських галер і продавав християнських полонених на ринку рабів у Північній Африці. Янсзон очолював тривалі рейди, такі як напади берберських піратів на Ісландію, щоб продати своїх рабів на Берберському узбережжі.
Англійський тогочасний автор скаржився у своєму листі: «Незліченна кількість товарів, коштовностей і скарбів відбирається нашими англійськими піратами щодня у християн і переноситься до Аллараха, Алгіра та Тунісу для великого збагачення маврів і турків і зубожіння християн».
Крім спільного релігійного антагонізму щодо католицизму, берберські держави пропонували протестантським піратам економічні переваги, а також соціальну мобільність, оскільки в той час берберські держави були дуже космополітичним середовищем.

## Католицька реакція

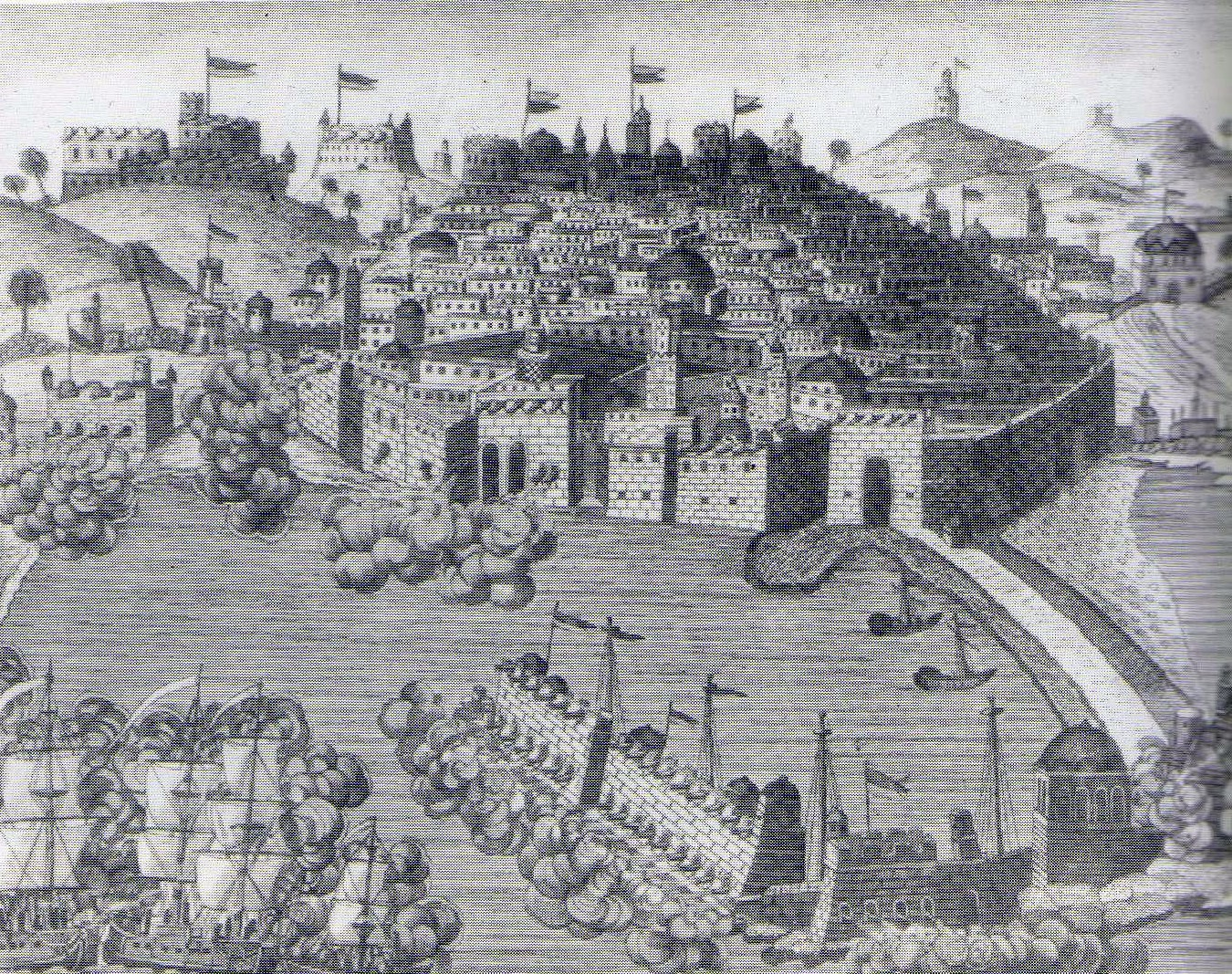
Обстріл Алжиру в 1682 році французьким флотом на чолі з Авраамом Дюкеном.

Франція, яка традиційно мала союзницькі відносини з Османською імперією, в 1607 році подала офіційний протест османському султану Ахмеду I, в якому скаржилась на те, що англійським і голландським піратам дозволено використовувати північноафриканські гавані як базу для набігів на французьке судноплавство. У Франції цей рух, який називали «тюрко-кальвінізмом» розглядався як явна змова проти католицизму.
Щоб приборкати ці дії, Іспанія у 1615 році зробила прокламацію проти піратства та каперства.
Ймовірно, в Англії згодом також стали дивитись на такий тип піратської співпраці більш амбівалентно, свідченням чого став напад на Алжир у 1621 році з метою звільнення там полонених християн. У 1629 році Людовик XIII напав на Сале, щоб звільнити 420 французьких полонених. Людовик XIV також пізніше піддав обстрілу Алжир. Католицькі релігійні ордени, особливо тринітарії та лазаристи під керівництвом Вінсента де Поля, який був колишнім рабом, збирали пожертви для викупу та звільнення християнських рабів. Підраховано, що місіонери звільнили 1200 рабів до смерті святого Вінсента в 1660 році, на загальну суму 1 200 000 ліврів.